# Acraea disjuncta
Acraea disjuncta är en fjärilsart som beskrevs av Abel Dufrane 1945. Acraea disjuncta ingår i släktet Acraea och familjen praktfjärilar. Inga underarter finns listade i Catalogue of Life.